# Nath Boys FC
Nath Boys FC is een Nigeriaanse voetbalclub uit Lagos.

## Geschiedenis
De club werd in 2010 opgericht als Nathaniels Boys Football Club en speelt in de Metro Pro League, een competitie met enkel clubs uit Lagos. 

## Bekende (oud-)spelers
- Wilfred Ndidi